# Make you happy
『Make you happy』（メイク・ユー・ハッピー）は、日本のガールズグループNiziUの楽曲。プレデビューデジタルミニアルバムとして2020年6月30日に日韓、7月1日に全世界にEpic Record Japanよりリリースされた。第71回NHK紅白歌合戦歌唱曲。

## 背景とリリース
デビューメンバーが発表された2020年6月26日、NiziUのプロデューサーJ.Y.Parkがプレデビューデジタルミニアルバムを2020年6月30日に日韓同時デジタル配信することを発表。2020年7月1日にその他の地域でも配信された。同日トラックリストも公開された。
また、「Make you happy」の配信前日に2本のMVティザー映像が公開され、配信開始と同時にMVが公開された。MVにはプロデューサーのJ.Y.Parkもカメオ出演している。TikTok公式アカウントでは、「Make you happy」で印象的な縄跳びをするように手首を回し軽快にジャンプする“縄跳びダンス”を各メンバーが踊る動画が公開され、著名人にも拡散されて社会現象となっている。

縄跳びダンス

収録曲は、Nizi Projectの最終オーディションで披露された楽曲3曲及び番組テーマ曲をNiziUの9人が歌ったものである。そのため、同番組で使用された時とはパートの割り振りが異なっている部分がある。

## チャート成績
2020年6月30日付のオリコンデイリーデジタルシングルランキングで「Make you happy」が1位、「Boom Boom Boom」が3位、「虹の向こうへ」が4位、「Baby I'm a star」が6位に初登場した。
2020年7月13日付のオリコン週間デジタルアルバムランキングでは81,525DLで初登場1位、週間デジタルシングルランキングでは「Make you happy」が24,446DLで初登場1位、週間合算アルバムランキングでは96,008ptで初登場1位、週間合算シングルランキングでは「Make you happy」が42,316ptで2位、「Baby I’m a star」が14,986ptで9位、「Boom Boom Boom」が14,343ptで10位、「虹の向こうへ」が13,098ptで12位に初登場し、週間ストリーミングランキングでは「Make you happy」が975万8,407回で1位、「Baby I’m a star」が406万8,993回で4位、「Boom Boom Boom」が374万7,251回で6位、「虹の向こうへ」が340万3,632回で7位に初登場した。
また、歴代最高週間デジタルアルバムDL数、歴代最高週間ストリーミングランキング再生数を記録し、女性アーティスト、初登場では初の「週間デジタルランキング3部門同時1位」を記録した。
2020年7月13日付のBillboard Japan Hot 100では「Make you happy」が18,923ptで2位、「Baby I’m a star」が4,108ptで14位、「Boom Boom Boom」が4,086ptで15位、「虹の向こうへ」が3,790ptで19位に初登場し、 Hot Albumsでは初登場1位、Top Download Songsでは「Make you happy」が25,439DLで初登場2位、Top Download Albumsでは81,167DLで集計以降最高記録で初登場1位、Top Streaming Songsでは「Make you happy」が歴代最高の11,584,293回再生で1位、「Baby I’m a star」が5,138,269回再生で4位、「Boom Boom Boom」が4,768.331回再生で6位、「虹の向こうへ」が4,389,180回再生で9位に初登場した。

### 認定と売上
|                                | 認定 (RIAJ)          | 売上/再生回数        |
| EP『Make you Happy』           | EP『Make you Happy』 | EP『Make you Happy』 |
| ------------------------------ | -------------------- | -------------------- |
| ダウンロード                   | ゴールド             | 118,000 DL           |
| 「Make you Happy」             |                      |                      |
| ダウンロード                   | プラチナ             | 257,000 DL           |
| ストリーミング                 | プラチナ             | 200,000,000 回再生   |
| 「Baby I'm a star」            |                      |                      |
| ストリーミング                 | ゴールド             | 50,000,000* 回再生   |
| 「Boom Boom Boom」             |                      |                      |
| ストリーミング                 | シルバー             | 30,000,000* 回再生   |
| 「虹の向こうへ」               |                      |                      |
| ストリーミング                 | シルバー             | 30,000,000* 回再生   |
| *認定のみに基づく売上/再生回数 |                      |                      |

## ライブパフォーマンス
Make you happy
- 2020年9月12日、日本テレビ系列『THE MUSIC DAY 人はなぜうたうのか?』に音楽番組で初出演し、テレビ初歌唱した。
- 2020年10月27日、日本テレビ系列『スッキリ』に生出演し披露。日本のテレビ番組のスタジオへ初登場した。
- 2020年11月25日、日本テレビ系列『日テレ系音楽の祭典 ベストアーティスト 2020』に初出演し、リリース前のデビュー曲で世界初披露となった「Step and a step」と共に歌唱した。

## 収録トラック
| #         | タイトル            | 作詞                                     | 作曲                                                | 編曲                                         | 時間  |
| --------- | ------------------- | ---------------------------------------- | --------------------------------------------------- | -------------------------------------------- | ----- |
| 1.        | 「Make you happy」  | J.Y.Park "The Asiansoul"、Yuka Matsumoto | J.Y. Park "The Asiansoul"、Lee Hae Sol              | J.Y. Park "The Asiansoul"、Lee Hae Sol       | 3:04  |
| 2.        | 「Baby I'm a star」 | J.Y. Park "The Asiansoul"、Yui Kimura    | J.Y.Park "The Asiansoul"                            | J.Y. Park"The Asiansoul"、Lee Hae Sol        | 2:39  |
| 3.        | 「Boom Boom Boom」  | KM-MARKIT                                | KM-MARKIT、RYUJA                                    | RYUJA                                        | 3:21  |
| 4.        | 「虹の向こうへ」    | Yuka Matsumoto、Hikari Mizuki            | Woo Min Lee “collapsedone”、Justin Reinstein、JJean | Woo Min Lee “collapsedone”、Justin Reinstein | 3:16  |
| 合計時間: | 合計時間:           | 合計時間:                                | 合計時間:                                           | 合計時間:                                    | 12:20 |

## 受賞歴
『MTV Video Music Awards Japan 2020』- 最優秀ダンスビデオ賞